# Lasioglossum imuganense
Lasioglossum imuganense är en biart som först beskrevs av Cockerell 1919.  Lasioglossum imuganense ingår i släktet smalbin, och familjen vägbin. Inga underarter finns listade i Catalogue of Life.